# Тимчасове управління прифронтових і етапних територій
Тимчасове управління прифронтових і етапних територій, або Тимчасове управління прифронтових і етапних теренів, ТУПіЕТ (пол. Tymczasowy Zarząd Terenów Przyfrontowych i Etapowych, TZTPiE) — польська структура цивільної адміністрації на частині «забраних земель», а саме в Західній Волині і Західній Білорусі. Утворена 9 вересня 1920 наказом Верховного головнокомандувача Війська Польського на місці Цивільного управління східних земель і Цивільного управління земель Волині та Подільського фронту, розформована 20 грудня того самого року за розпорядженням Ради Міністрів від 27 листопада 1920 про скасування та ліквідацію ТУПіЕТ.

## Історія
Події польсько-більшовицької війни 1920 р. завершили період функціонування структур адміністрації Цивільного управління східних земель, а також Комісаріату волинських земель та Подільського фронту. Ця війна влітку 1920 р. ліквідувала польський управлінський апарат Західної Волині. 
Після договору С. Петлюри та Ю. Пілсудського терени Західної Волині від 1 червня 1920 р. переходять у безпосереднє управління центральними органами виконавчої влади Другої Речі Посполитої, насамперед Міністерства внутрішніх справ. Питання про можливе волевиявлення місцевого населення втратило свою вагу й актуальність. 
Наказом Ю. Пілсудського від 9 вересня 1920 р. польський управлінський апарат на Західній Волині відновлено у вигляді Тимчасового управління етапних і прифронтових теренів. Його очолив Владислав Рачкевич. Головним завданням ТУПіЕТ стало відновлення органів цивільної адміністрації на зайнятих польськими військами українських землях. Тимчасове управління етапних і прифронтових теренів перебувало у безпосередньому підпорядкуванні міністра внутрішніх справ. Однак в умовах війни вирішальну роль і надалі виконували військові, які не поспішали передавати владу на місцях представникам цивільної адміністрації. Військовикам належала фактично вся повнота влади в повітах. Часто це ставало причиною гострих конфліктів між органами цивільної й військової адміністрації. Місцеве населення подавало до повітових органів влади неодноразові скарги з приводу перевищення військовими своїх повноважень у формі незаконних конфіскацій худоби, майна, продовольства.
23 вересня 1920 року на початкові потреби ТУПіЕТ виділено урядовий кредит в розмірі 25 млн. марок. Управлінські накази друкувалися в офіційному віснику ТУПіЕТ (пол. Dziennik Urzędowy Zarządu Terenów Przyfrontowych i Etapowych, вийшло 5 чисел). 
Остаточному становленню органів польської державної адміністрації на Волині сприяло завершення військових дій на польсько-радянському фронті та підписання 12 жовтня 1920 р. в Ризі прелімінарного миру між Радянською Росією та Радянською Україною, з одного боку, і Польською Республікою — з другого. У міжнародно-правовому відношенні ця подія стала початком входження Західної Волині до складу Польщі. Водночас розпочався процес державно-правової уніфікації північно-східних земель, у ході якого 18 листопада оголошено про утворення тимчасової Волинської округи як адміністративної одиниці другої інстанції (на правах воєводства).
27 листопада 1920 розпорядженням Ради Міністрів Тимчасове управління прифронтових та етапних територій було розпущено, а 1 березня 1921 р. на підставі Закону від 4 лютого 1921 р. «Про врегулювання політико-правової ситуації на землях, приєднаних до Речі Посполитої за умовами прелімінарного миру, підписаного в Ризі 12 жовтня 1920 р.» було створено Волинське воєводство з центром у Луцьку. На Волині розпочалося формування постійних державних органів польської влади — воєводського управління й повітових староств.

## Ситуація в Західній Білорусі
У Білорусі ТУПіЕТ охоплював 20 повітів, у т. ч. 9 новостворених: Біловезький, Воложинський, Дорогичинський, Дуниловицький, Кожан-Городоцький, Косовський, Лунинецький, Несвізький і Столбцівський. Розмежувальною лінією між Польщею і ТУПіЕТ було визначено східний кордон Сокульського, Білостоцького і Більського повітів. Восени 1920 році, після припинення військових дій, щоб не допустити проникнення вглиб Польщі «небажаних елементів», при окремих арміях на території ТУПіЕТ було створено санітарно-поліційні кордони. Також діяв 15-кілометровий демаркаційний пояс, контроль над яким здійснювало МВС. На місцях органи ТУПіЕТ розгортались повільно, в деяких повітах владної адміністрації не існувало кілька тижнів після вступу польського війська.